# Filmakademin i Prag

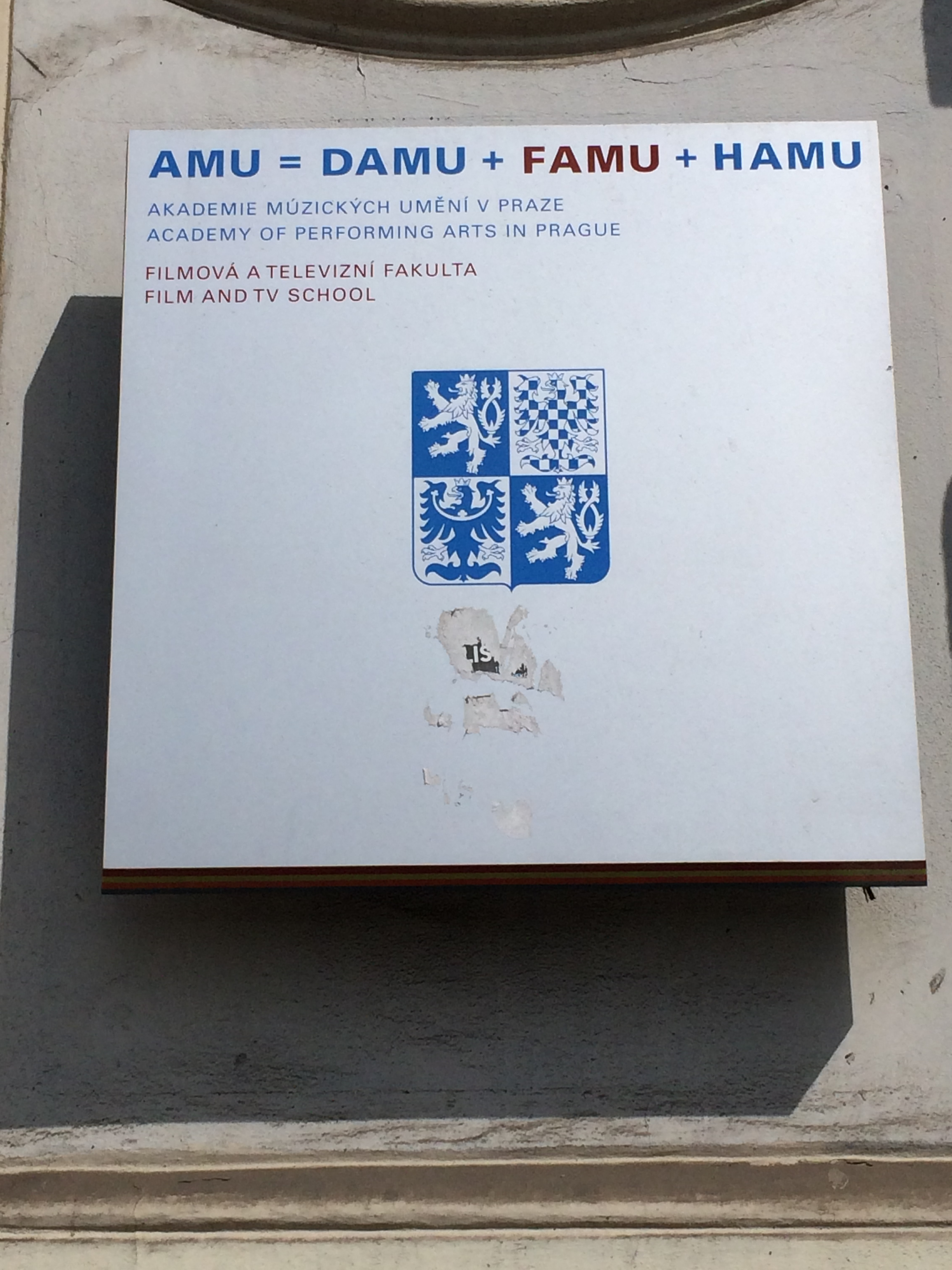
Skylt utanför skolan i Prag.

Filmakademin i Prag (FAMU – Filmová fakulta Akademie múzických umění), är en del av The Academy of Performing Arts i Prag (skolan har även en teaterskola samt en musikskola). FAMU är en av Europas äldsta filmskolor, grundad 1946.  Bland elever som gått där kan nämnas Miloš Forman, Agnieszka Holland, Jiří Menzel, Věra Chytilová, Jan Němec, Emir Kusturica och Karel Kachyňa.

## Elever på skolan (i urval)
- Frank Beyer (1932–2006)
- Juraj Jakubisko (1938–2023)
- Jan Němec (1936–2016)
- Karel Kachyňa (1924–2004)
- Milan Kundera (1929–2023)
- Otakar Vávra (1911–2011)
- Václav Vorlíček (1930–2009)
- Miloš Forman (1932–2018)
- Věra Chytilová (1929–2014)
- Agnieszka Holland (född 1948)
- Emir Kusturica (född 1954)
- Jiří Menzel (1938–2020)
- Jan Svěrák (född 1965)